# 丘里亚纳德拉维加
丘里亚纳德拉维加（西班牙語：Churriana de la Vega）是西班牙安达卢西亚自治区格拉纳达省的一个市镇。总面积7平方公里，总人口7574人（2001年），人口密度1082人/平方公里。